# Фурман, Александр Борисович
Александр Борисович Фу́рман (р. 1956) — депутат Государственной Думы четвёртого и пятого созывов, член фракции «Единая Россия», заместитель председателя Комитета по вопросам местного самоуправления.

## Биография
Окончил Всесоюзный заочный политехнический институт в 1988 году, служил в СА, работал часовым мастером, мастером по ремонту холодильного оборудования.
С 1992 года работал на предприятии «Белая Русь», где прошёл путь от начальника цеха до заместителя директора управления по поставкам нефти, с 1997 года был президентом ТНК. Также занимал руководящие должности в компаниях «Башнефть-ТНК», «Уралнефтехим», «Нижневартовскнефтегаз», концерне «Нефтяной».
7 декабря 2003 года был избран депутатом Государственной Думы РФ четвёртого созыва по Орджоникидзевскому одномандатному избирательному округу No 6 Республики Башкортостан от политической партии «Единая Россия», был членом фракции «Единая Россия», членом Комитета по природным ресурсам и природопользованию, а затем заместителем председателя Комитета по экологии.
2 декабря 2007 года избран депутатом Государственной Думы РФ пятого созыва в составе федерального списка кандидатов, выдвинутого «Единой Россией».
С декабря 2011 года (после прекращения полномочий ГД пятого созыва) занимается частным бизнесом.

## Награды
- Орден Почёта (21 мая 2008 года) — за заслуги в законотворческой деятельности, укреплении и развитии российской государственности[1]